# Incidente de Hårsfjärden
O incidente de Hårsfjärden de 1982 (30 de setembro a 30 de outubro de 1982) foi um confronto naval em tempo de paz no qual a Marinha sueca armou uma armadilha, perseguiu e tentou afundar um submarino estrangeiro que havia violado as águas territoriais suecas. O incidente ocorreu após o aumento da atividade submarina soviética no Mar Báltico, com a Suécia alegando que a União Soviética havia violado as águas territoriais suecas várias vezes de 1974 a 1981. O incidente, que levou a uma investigação parlamentar na Suécia, resultou no aumento das tensões entre a Suécia e a União Soviética, e a alegada intrusão de um submarino soviético continua sendo um tema controverso.

## Antecedentes
Após o desenvolvimento da Guerra Fria entre os Estados Unidos e a União Soviética, o governo da Suécia adotou uma postura de neutralidade armada, procurando evitar ser puxada para a influência direta de qualquer uma das superpotências. Apesar dessa adesão à neutralidade, a grande maioria dos esforços militares da Suécia se concentrou na defesa contra a agressão armada da União Soviética. Para este fim, a Suécia manteve uma marinha considerável e estava preocupada em interditar quaisquer forças estrangeiras que violassem as águas territoriais suecas no Mar Báltico.
De 1974 a 1981, ocorreu uma série de incidentes em que a Marinha sueca alegou ter detectado submarinos estrangeiros perto ou dentro das águas territoriais suecas. Mais notavelmente, em 1981 ocorreu um incidente no qual o Submarino soviético S-363 ficou aterrado 10 quilômetros (6,2 mi) ao largo da costa da base naval de Karlskrona; tensões ainda mais inflamadas foram o fato de que o submarino encalhado estava bem dentro das águas territoriais suecas e possivelmente armado com armas nucleares.
O incidente em 1981 aumentou os temores suecos de infiltração soviética nas águas suecas, uma preocupação que se refletiu nas ações da marinha sueca durante o incidente de Hårsfjärden.

## O incidente
Em 1982, o governo sueco planejou realizar um exercício de guerra antissubmarino para testar a capacidade do país de detectar e destruir submarinos estrangeiros. Este exercício foi planejado para setembro de 1982 e coincidiu com os exercícios militares da OTAN no Báltico. O objetivo completo do exercício sueco (denominado Operação NOTVARP) permanece uma questão de debate; algumas fontes especulam que a operação foi um exercício militar padrão modificado para responder a um alarme falso, enquanto outros postulam que a operação foi uma tentativa pré-planejada de prender um submarino estrangeiro (usando navios de guerra americanos desconhecidos em Estocolmo como isca) ou uma tentativa oportunista de engajar um submarino invasor.
Durante esse mesmo período, o parlamento sueco (tendo sido remodelado após uma série de eleições) estava em estado de mudança, deixando efetivamente a nação sem governo do final de setembro ao início de outubro.
Na manhã de 30 de setembro, as unidades navais suecas detectaram um submarino estrangeiro desconhecido entrando na Baía de Hårsfjärden, onde a Marinha sueca havia estabelecido uma rede de hidrofones e colocado minas navais para interditar um submarino intruso. A detecção do submarino fez com que a Marinha sueca mobilizasse suas forças, embora divergências sobre como a marinha deveria proceder com a situação do submarino atrasasse uma resposta armada à intrusão. Assim que uma decisão foi tomada, as forças suecas começaram a caçar o submarino; entre 1º de outubro e 14 de outubro, numerosos contatos de sonar e supostos avistamentos (incluindo a detecção de uma mancha de óleo) levaram a Marinha sueca a lançar cargas de profundidade, desdobrar caça-minas, ordenar patrulhas navais aumentadas e tentar selar a baía de Hårsfjärden com uma série de barreiras metálicas. O último relatório do submarino suspeito data de 14 de outubro, embora a busca continue até 1º de novembro. Durante a busca, a marinha encontrou o que pode ter sido rastros de lagartas no fundo do mar, indicando que o incidente pode ter envolvido submarinos anões ou veículos submarinos.

## Identidade do intruso
Na época do incidente, a maioria das fontes indicou que o submarino intruso era da União Soviética - esse consenso geral continua até os dias atuais. A maioria das fontes cita as infiltrações soviéticas anteriores, a duração da busca, o perfil acústico do intruso (obtido a partir de pings de sonar ativos e passivos detectados durante o incidente) combinando com um submarino movido a diesel e a cultura da ex-marinha soviética (e mais tarde da marinha russa) de sigilo e manutenção inconsistente de registros no momento do incidente como evidência de que o intruso era um submarino soviético. Outras fontes especularam que o submarino esteve presente na Suécia no final de setembro, a fim de rastrear vários navios de guerra americanos que estavam atracados em Estocolmo e para testar a determinação do então recém-eleito parlamento sueco.
Nos anos após o incidente, outras fontes teorizaram que o submarino era de uma nação da OTAN (provavelmente os Estados Unidos ou a Grã-Bretanha). O professor sueco Ola Tunander postulou que um submarino da OTAN (servindo como escolta para navios americanos atracados em Estocolmo ou tentando testar a eficácia das defesas anti-submarino suecas) inadvertidamente se viu preso em um sistema defensivo sueco e foi atacado; Tunander citou descrições do periscópio do submarino, a natureza secreta da documentação do governo sueco do evento e relatos de água verde (submarinos britânicos e americanos usavam corantes químicos verdes para sinalização de emergência) sendo vistos perto de um dos locais suspeitos do submarino.
Outras fontes especulam que o incidente não foi provocado por um submarino, mas por uma série de navios de superfície suecos que inadvertidamente acionaram as medidas anti-submarinas da marinha.

## Consequências
Após o incidente de Hårsfjärden, o Parlamento sueco conduziu uma investigação sobre o evento e o estado de preparação da Marinha sueca. O incidente levou ao aumento da conscientização militar sueca, e o evento foi citado como um exemplo de como as políticas de emergência das nações podem ser testadas durante incidentes internacionais inesperados.